# Селешко Михайло
Михайло Селешко (4 жовтня 1901 с. Витвиця, Долинського району, Івано-Франківської області — 27 квітня 1981, Торонто, Канада) — діяч ОУН.

## Життєпис

Михайло Селешко (зліва) у місті Трір

Народився 4 жовтня 1901 року в селі Витвиця, Долинського району Івано-Франківської області.
У 1918—1919 служив підстаршиною в УГА. Член УВО від 1920.
У 1922 закінчив філію Академічної гімназії у Львові. Тоді ж заарештований польською поліцією, однак зумів втекти до Чехословаччини.
Закінчив у 1927 Українську господарську академію у Подєбрадах, отримав фах інженера-хіміка. Перебуваючи в Чехо-Словаччині приєднався до Легії Українських Націоналістів. У цьому ж році депортований з країни.
Переїхав до Німеччини, мешкав у Берліні, вивчав журналістику в місцевому університеті. Член відділу ОУН у Берліні, активний діяч Українського національного об'єднання в Німеччині. Протягом 1929—1938 — секретар провідника ОУН Євгена Коновальця, а згодом Андрія Мельника (1938—1941). Організатор Української пресової служби в Берліні, займав також посаду заступника керівника відділу окремих справ військового штабу ОУН. У 1940—1941 — генеральний секретар УНО в Німеччині.
Після розколу ОУН був на боці Андрія Мельника, референт ПУН. Співробітник «Української Пресової Служби» в Берліні (деякий час редактор її «Бюлетеня»), співробітник націоналістичних видавництв і газет, зокрема «Нового Шляху»; до 1939 берлінський кореспондент низки газет (серед інших — «Часу» — Чернівці, «Діла» і «Нового Часу» — Львів). 1944 разом з іншими чільними членами ОУН заарештований німцями, політв'язень концтаборів.
Від 1948 жив у Канаді, був секретарем Української стрілецької громади.
Помер 27 квітня 1981 в місті Торонто, похований на цвинтарі міста Саут-Баунд-Брук в штаті Нью-Джерсі, (США).